# Xót xa (album)
Dạ khúc cho tình nhân 5 – Xót xa là album nhạc tình khúc 1954–1975 nằm trong loạt album Dạ khúc cho tình nhân của ca sĩ Đàm Vĩnh Hưng. Xót xa được phát hành ngày 26 tháng 7 năm 2011.

## Sản xuất
Album này bao gồm 14 ca khúc với sự tham gia của Hồng Ngọc, Cẩm Ly, Lệ Quyên và Hoài Lâm. Hình ảnh booklet của album do Thành Nguyễn chụp, phần trang phục do Công Trí thiết kế.
Danh sách ca khúc:
| STT | Nhan đề                          | Sáng tác                  | Song ca   | Thời lượng |
| --- | -------------------------------- | ------------------------- | --------- | ---------- |
| 1.  | "Biển tình"                      | Lam Phương                |           |            |
| 2.  | "Nắng chiều"                     | Lê Trọng Nguyễn           |           |            |
| 3.  | "Giấc thu"                       | Hoàng Thanh Tâm           |           |            |
| 4.  | "Ba tháng tạ từ"                 | Thanh Sơn                 |           |            |
| 5.  | "Ngày vui qua mau"               | Nhật Ngân, Đinh Việt Lang |           |            |
| 6.  | "Ngày buồn"                      | Lam Phương                |           |            |
| 7.  | "Tình nghĩa đôi ta chỉ thế thôi" | Lam Phương                | Hồng Ngọc |            |
| 8.  | "Giọt lệ đài trang"              | Châu Kỳ                   | Hoài Lâm  |            |
| 9.  | "Xót xa"                         | Tô Thanh Tùng             |           |            |
| 10. | "Mùa thu trong mưa"              | Trường Sa                 |           |            |
| 11. | "Lần đầu, lần cuối"              | Nguyễn Vũ                 |           |            |
| 12. | "Nhìn nhau lần cuối"             | Nguyễn Vũ                 |           |            |
| 13. | "Tình đời"                       | Minh Kỳ, Vũ Chương        | Lệ Quyên  |            |
| 14. | "Ngưu Lang Chức Nữ"              | Anh Bằng                  | Cẩm Ly    |            |

## Phát hành
Buổi ra mắt album Dạ khúc cho tình nhân 5 được tổ chức ngày 26 tháng 7 năm 2011, tại tại Nhà hát Thành phố Hồ Chí Minh cũng với tên gọi Xót xa.
Tính đến năm 2016, album này đã bán được 90.000 bản.

## Giải thưởng
| Năm  | Giải thưởng       | Đề cử                   | Hạng mục                          | Kết quả   | Chú thích |
| ---- | ----------------- | ----------------------- | --------------------------------- | --------- | --------- |
| 2011 | Zing Music Awards | Dạ khúc cho tình nhân 5 | Top 10 Album của năm              | Đoạt giải | [ 8 ]     |
| 2012 | Mai Vàng 2011     | Ca khúc "Biển tình"     | Nam ca sĩ nhạc nhẹ được yêu thích | Đoạt giải | [ 9 ]     |